# Ley del español
La llamada Ley del español era una ley en Brasil que estuvo vigente de 2005 hasta 2017, que obligaba a todos los centros de enseñanza secundaria, tanto públicos como privados, a ofrecer la enseñanza de español dentro del horario lectivo. Se capacitará o contratará para ello a 200 000 profesores. En 2017, la ley del español fue derogada por el entonces Presidente de Brasil Michel Temer. A partir de ahí, la obligatoriedad de enseñar español es determinada por cada estado. En 2021, cinco de los 27 estados brasileños declaran obligatorio la oferta de español a los alumnos del primario, cuatro de ellos ubicados en regiones de frontera. 

## Aprobación de la Ley
La discusión sobre enseñar el idioma español tardó 14 años en el Congreso Brasileño. En el año 1991, el presidente de la República Federal del Brasil, Fernando Collor de Mello, decidió impulsar por ley la enseñanza del español con vistas a consolidar el acercamiento del país a sus socios de Mercosur (Argentina, Uruguay y Paraguay). Para 1996, el proyecto de introducir dicho idioma de forma obligatoria en la enseñanza, tanto primaria como secundaria, había cuajado en forma de ley, pero los inmensos desafíos de tipo práctico que se plantearon (entre ellos la imposibilidad de improvisar los 200.000 profesores de español que se hubieran necesitado) aconsejaron reducir su aplicación a la enseñanza secundaria, y bajo esta nueva forma, el proyecto de ley fue aprobado por el Senado el 1 de septiembre de 1999.
De ahí pasó a la Comisión de Enseñanza del Parlamento, formada por 27 miembros, donde en el año 2000, y tras fuertes presiones franco-italo-británicas para que fuera rechazada, y de España y los países hispanoamericanos para que se tomara en consideración, fue modificada de modo que los centros educativos tenían que ofrecer obligatoriamente, en horario regular, la enseñanza del español en los tres cursos de la enseñanza secundaria (de 14 a 17 años), pero el aprendizaje de este no debía ser obligatorio para los alumnos. Hasta el momento, los centros solo tenían obligación de impartir una lengua extranjera, pero podían elegir cuál. 
La ley fue remitida de nuevo al Senado, donde había el riesgo de que no se aceptaran las correcciones aprobadas por la Comisión, pero donde finalmente se aprobó en 2003. Aun así, todavía faltaba la aprobación por el Congreso, producida por fin, por aclamación y definitivamente, el 7 de julio de 2005, y ratificada por el presidente Luis Ignacio Lula da Silva unos días después.

## Implementación: Confusión Jurídica e Interpretaciones Estaduales
Firmada en 2005, la Ley española tenía una redacción confusa que abrió las puertas a diferentes interpretaciones entre los Estados de Brasil, principal responsable de la educación secundaria en Brasil. En primer lugar, el texto legal establece que el estudio del español debe implementarse cinco años después de la firma de esta ley. Algunos estados, como Mato Grosso y Mato Grosso do Sul (estados fronterizos) decidieron implementarlo ya en 2007 y 2008. Otros estados prefirieron retrasar su implementación tanto como fuera posible, como São Paulo. Otro tema de confusión en la implementación de la Ley española fue cuándo debería ser estudiado por los estudiantes. La ley establece que los estudiantes deben estudiar el idioma durante el período escolar, mientras que otra ley, la Ley del Centro de Estudio de Idiomas Modernos, establece que este centro debe ofrecer el español, como complemento y después de clase. Por lo tanto, dado que no existe un entendimiento legal de si el idioma debe implementarse durante el período de clases de los estudiantes o durante el período complementario, cada estado implementó el sistema como prefirió.
La enseñanza del idioma español dejó de ser obligatoria en 2016, cuando el presidente Michel Temer firmó la primera propuesta de un plan de estudios común para la educación brasileña. El texto legal revoca la obligación de utilizar el español, pero establece que "El plan de estudios de la escuela secundaria incluirá obligatoriamente el estudio del idioma inglés y podrá ofrecer opcionalmente otros idiomas extranjeros, preferiblemente español, según la disponibilidad de la oferta, lugares y horarios definidos. por los sistemas educativos".

## Enseñanza de Español en Brasil actualmente
La continuidad de la enseñanza del español en Brasil varió de un estado a otro. Después de la eliminación del requisito, varios municipios fronterizos de Rio Grande do Sul iniciaron campañas para mantener el español en las escuelas. En agosto de 2021, cinco estados brasileños tenían el idioma español como obligatorio: Paraná, Amazonas, Río Grande del Sur y Rondonia (estados fronterizos con países de habla hispana) y Paraíba. El texto también está en análisis en otros estados brasileños, como São Paulo, Río de Janeiro, Pernambuco y Minas Gerais.